# Mudigere, Sira
Mudigere là một làng thuộc tehsil Sira, huyện Tumkur, bang Karnataka, Ấn Độ.